# Povstans'ke
Povstans'ke  (ucraniano: Повстанське) es una localidad del Raión de Odesa en el Óblast de Odesa de Ucrania. Según el censo de 2001, tiene una población de 407 habitantes.